# Abraxas infraguttata
Abraxas infraguttata är en fjärilsart som beskrevs av Edward Alfred Cockayne 1949. Abraxas infraguttata ingår i släktet Abraxas och familjen mätare. Inga underarter finns listade i Catalogue of Life.